# Hundetegn
Et hundetegn er et skilt fastgjort til en hunds halsbånd.
Loven påbyder, at hunde fra de er fire måneder gamle bærer halsbånd med et skilt, der angiver besidderens navn og adresse.
Man taler også om "hundetegn" for soldater som tjener det formål lettere at kunne identificere stærkt lemlæstede lig.